# Campeonato Mundial de Patinaje Artístico sobre Hielo de 2020
El CX Campeonato Mundial de Patinaje Artístico se iba a celebrar en Montreal (Canadá) entre el 16 y el 22 de marzo de 2020 bajo la organización de la Unión Internacional de Patinaje sobre Hielo (ISU) y la Federación Canadiense de Patinaje sobre Hielo. Pero debido a la pandemia de COVID-19 el evento fue cancelado.